# Gran Premio motociclistico di Turchia
Il Gran Premio motociclistico di Turchia è stato un appuntamento del motomondiale che si è svolto dal 2005 fino al 2007, sempre sul circuito di Istanbul.

## Vincitori
| Anno | Circuito | classe 125              | classe 250               | MotoGP                 | Resoconto |
| ---- | -------- | ----------------------- | ------------------------ | ---------------------- | --------- |
| 2005 | Istanbul | Mike Di Meglio (Honda)  | Casey Stoner (Aprilia)   | Marco Melandri (Honda) | Resoconto |
| 2006 | Istanbul | Héctor Faubel (Aprilia) | Hiroshi Aoyama (KTM)     | Marco Melandri (Honda) | Resoconto |
| 2007 | Istanbul | Simone Corsi (Aprilia)  | Andrea Dovizioso (Honda) | Casey Stoner (Ducati)  | Resoconto |